# Cynorta multigranulata
Cynorta multigranulata is een hooiwagen uit de familie Cosmetidae.